# ميخائيل باريت
ميخائيل باريت (بالإنجليزية: Michael Barrett)‏ هو لاعب كرة قاعدة أمريكي، ولد في 22 أكتوبر 1976 في أتلانتا في الولايات المتحدة.

## وصلات خارجية
- مايكل باريت على موقع دوري كرة القاعدة الرئيسي (الإنجليزية)
- مايكل باريت على موقعبيزبول رفرنس.كوم (الدوري الرئيسي) (الإنجليزية)
- مايكل باريت على موقع إي إس بي إن.كوم (أم.أل.بي) (الإنجليزية)
- مايكل باريت على موقع مشجعي الرسوم البيانية (الإنجليزية)